# Мечохвости
Мечохво́сти (лат. Xiphosura) — ряд морських членистоногих, що належить до класу Меростомові. Представники підкласу населяють мілководдя морів на глибині 4–10 м. Трапляються також у гирлах річок у прісній воді. У наш час вони живуть лише на атлантичному узбережжі Північної Америки, південніше від Нової Шотландії, й до Мексиканської затоки (Limulus polyphemus), а також біля берегів Південно-Східної Азії й прилеглих островів (три види роду Tachypleus та один Carcinoscorpius). Їхні розміри коливаються від 50 до 90 см.

## Морфологія

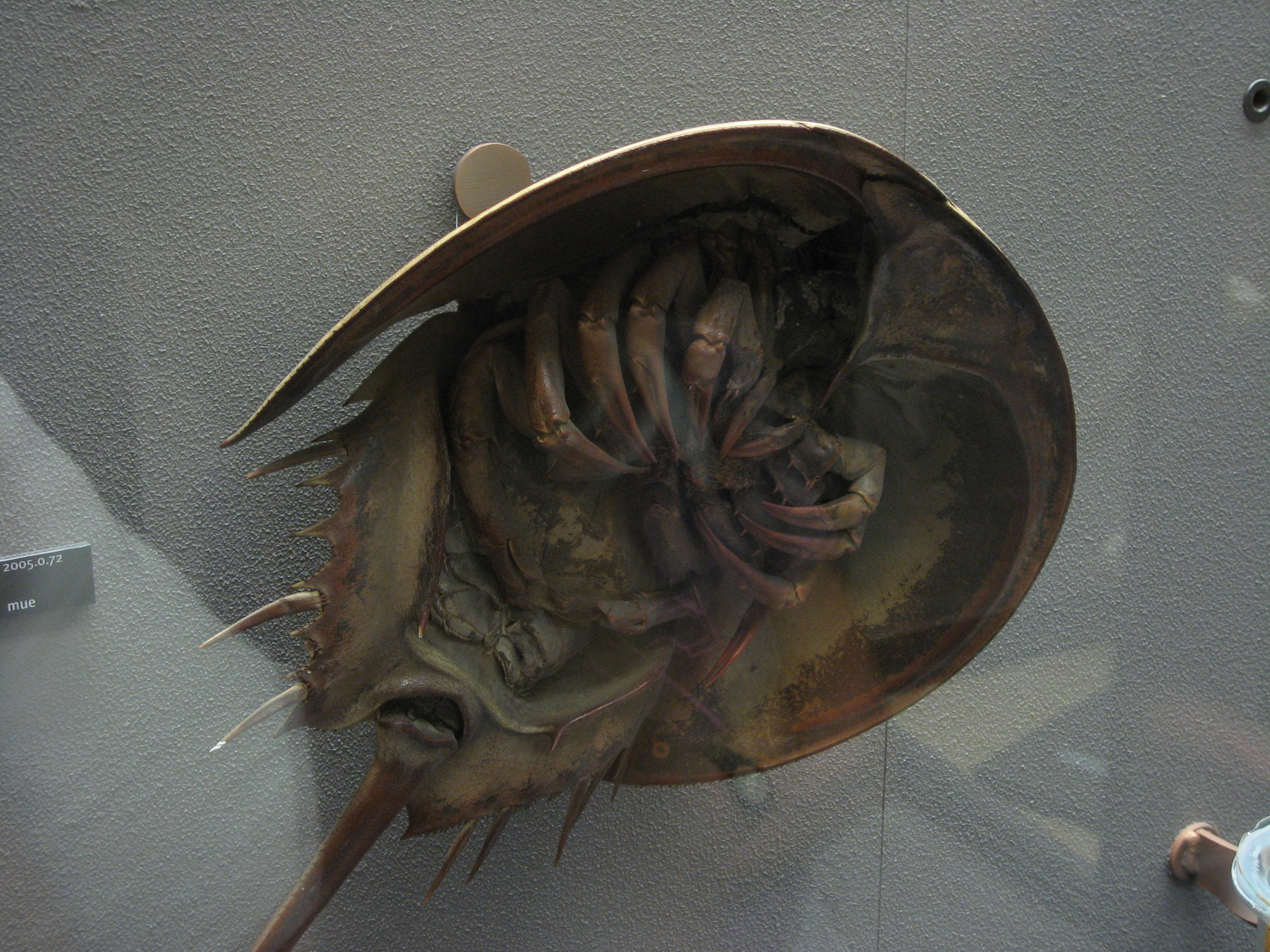
Черевна сторона тіла мечохвоста

Тіло мечохвостів поділяється на дві тагми — головогруди й черевце, на кінці якого є довгий міцний рухливий мечоподібний відросток — хвостова голка. Головогруди вкриті товстим панциром, спереду є прості та складні очі. На черевній стороні міститься поздовжній ротовий отвір, оточений шістьма парами кінцівок. Хеліцери та педипальпи за будовою не відрізняються від ходильних ніг.
Черевце вкрите міцним панциром. На черевці є шість пар кінцівок. Перша пара утворює покришки. Вони прикривають одногіллясті ніжки із зябрами.

## Покриви тіла
Покриви тіла мечохвостів характеризуються потужним розвитком кутикулярного панцира. Епікутикула добре розвинена.
У мечохвостів, як і в павукоподібних, крім міцного зовнішнього скелета є ще справжній внутрішній скелет, основну частину якого становить так званий ендостерніт — пластинка з кількома відростками, розташована в грудному відділі.

## Травна система

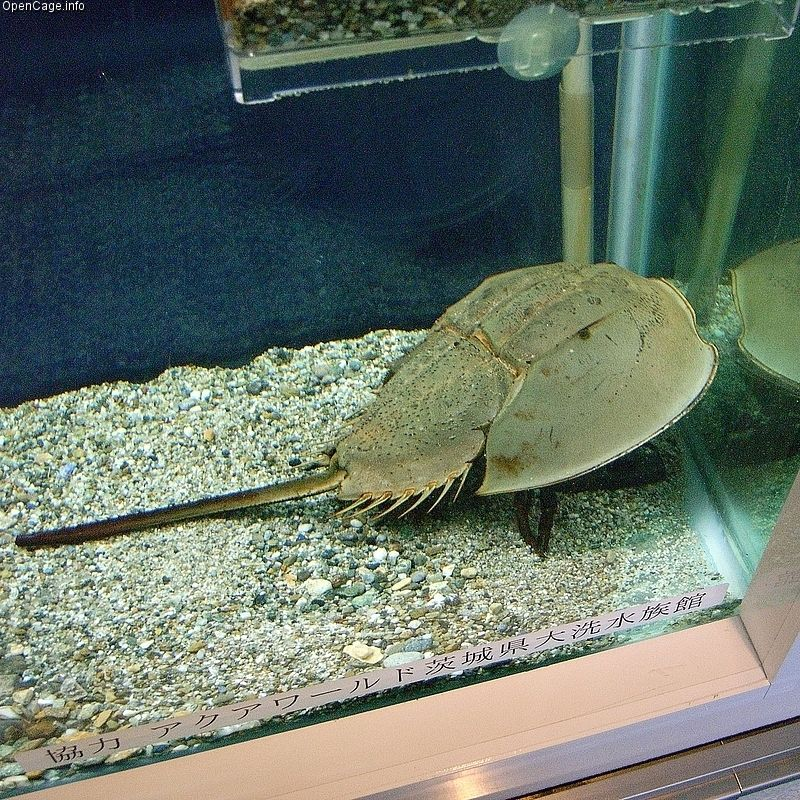
Тахіплеус тризубий (Tachypleus tridentatus (Leach, 1819)

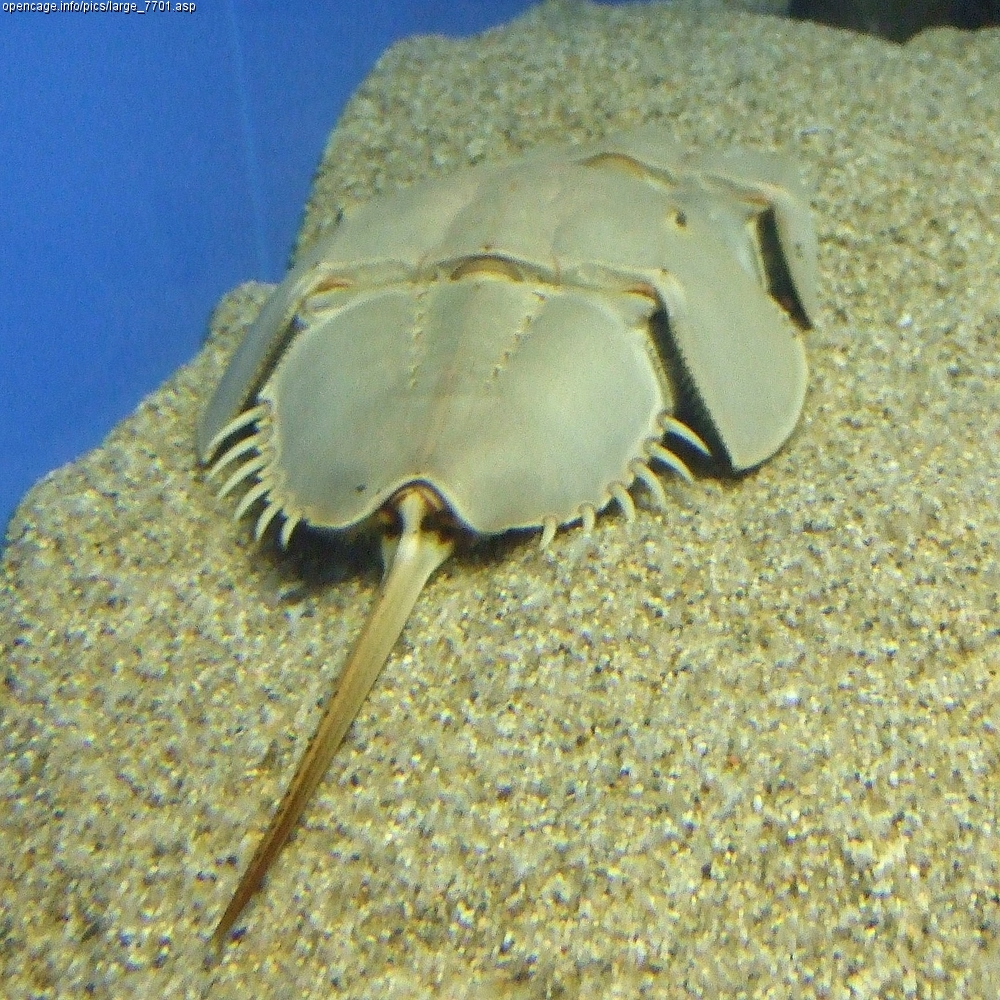
Атлантичний мечохвіст (Limulus polyphemus (Linnaeus, 1758)

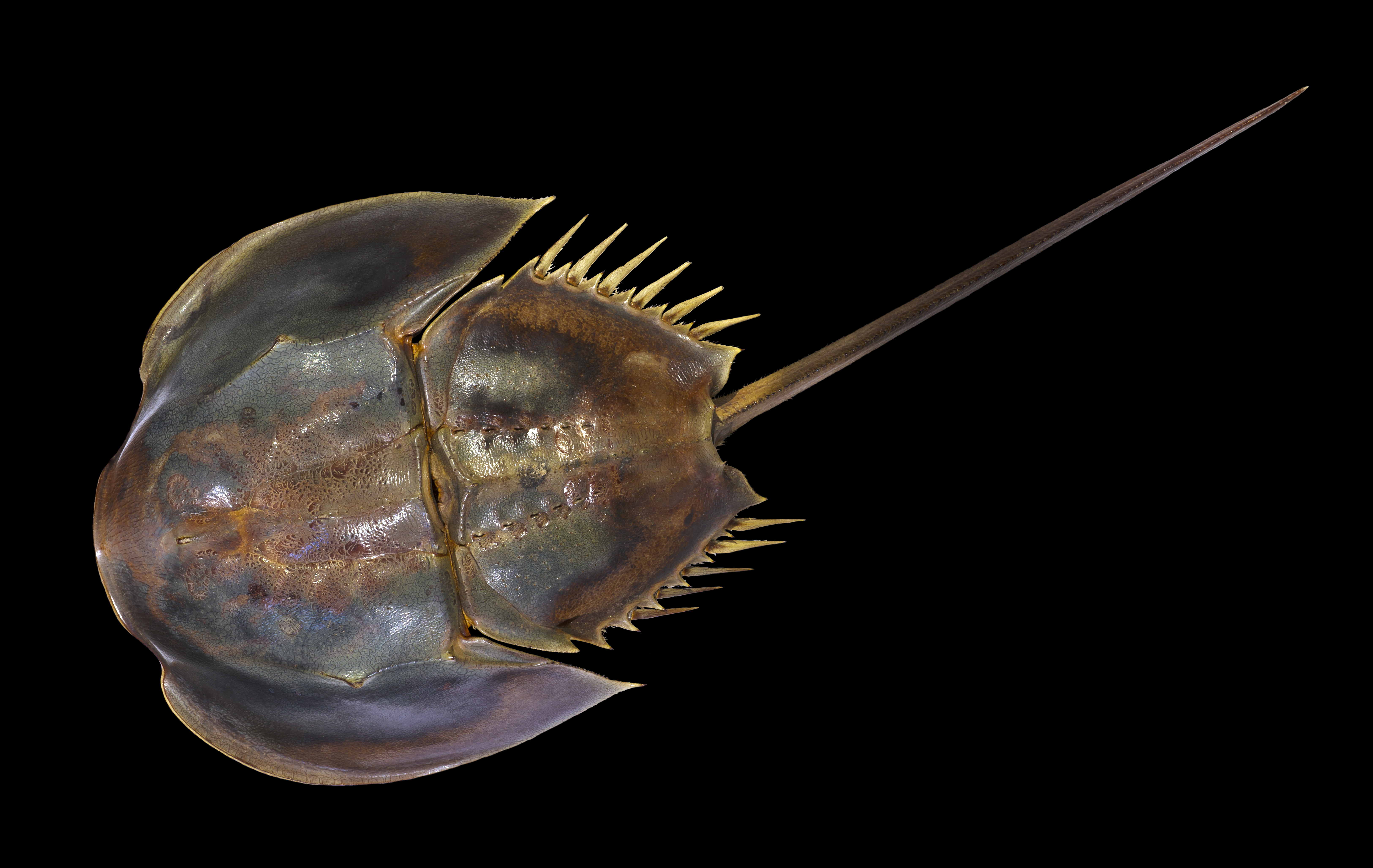
Мечохвіст — Limulus polyphemus — Limulidae — 55 см (вигляд згори)

Травна система починається ротом, що веде в стравохід, який переходить у жувальний шлунок; у ньому кутикула утворює три грубі зубці. Далі йде середня кишка, куди впадають дві пари проток великої «печінки». Задня кишка закінчується анусом біля основи хвостової голки.
Мечохвости переважно хижаки. Вони живляться здебільшого кільчастими червами, а також молюсками та іншими донними організмами; можуть вживати також водорості.

## Видільна система
Органи виділення представлені парою коксальних залоз, розташованих у головогрудях. Кожна з них має чотирилопатеве залозисте тіло, що сполучається з вивідною протокою.

## Кровоносна система
Кровоносна система добре розвинена. Є довге трубкоподібне, ззаду сліпо замкнене, серце, передня аорта, короткі бічні артерії, великі дуже розгалужені поздовжні артерії, черевна артеріальна судина, яка з'єднана з передньою аортою. Гемолімфа в кінцевих ділянках судин виливається в міксоцель, де надходить до зябер. Гемолімфа синього кольору.

## Нервова система
Нервова система складається з надглоткового ганглія, навкологлоткових конектив та черевного нервового ланцюжка. Від мозку відходять зорові та антенальні нерви. Є пара серединних простих вічок, розташованих на спинній стороні головогрудей та пара бічних складних очей, складених з багатьох оматидіїв, вкритих спільною рогівкою.

## Статева система та розмноження
Мечохвости роздільностатеві. Яєчники парні у вигляді переплетених трубчастих мішечків. сім'яники — дрібні, міхурчасті розташовані вздовж сім'япроводів.
Під час розмноження мечохвости виходять на берег. Самиця викопує ямку, куди відкладає яйця, а самець поливає їх сім'яною рідиною.

## Ембріогенез
Ембріональний розвиток триває близько шести тижнів. Зародок мечохвоста проходить чотирисегментну стадію, що відповідає личинці трилобітів — протаспісу. Процес збільшення кількості сегментів відбувається в яйці, і з нього виходить цілком сформований організм.

## Застосування в фармакології
У США з гемолімфи мечехвостів отримують реактив для перевірки чистоти медичних препаратів — Limulus amebocyte lysate (англ.). В основі дії реактиву лежить імунна реакція мечехвоста: Гемолімфа згортається, якщо препарат забруднений мікроорганізмами або продуктами їхньої діяльності. При відборі частини гемолімфи смертність тварин становить 3 %.